# Шумеев, Лев Тимофеевич
Лев Тимофе́евич Шуме́ев(10 декабря 1937 года — 10 января 2012 года) — гитарист, педагог, заслуженный работник культуры РФ (1993), создатель и многолетний руководитель ансамбля гитаристов «Серебряные струны»

## Биография
Родился в 1937 году в Москве.
- окончил музыкальное училище при консерватории им Чайковского и Московский государственный институт культуры по специальности гитара в классе заслуженного артиста РСФСР А. М. Иванова-Крамского.
- Работал как исполнитель, педагог, руководил в течение 25 лет ансамблем гитаристов «Серебряные струны».

## Награды и заслуги
- Трижды лауреат всесоюзного фестиваля народного творчества.
- Лауреат конкурса артистов Росконцерта, международных гитарных конкурсов и фестивалей.
- Занесён в «Книгу рекордов и достижений» Российского комитета по регистрации рекордов планеты, награждён знаком ВЦСПС «За достижения в самодеятельном искусстве».
- В 1992 году Указом Президента Российской Федерации Л. Т. Шумееву было присвоено почётное звание «Заслуженный работник культуры России».

## Педагогика
Около 20 лет Лев Тимофеевич вёл преподавательскую деятельность:
- Вёл класс гитары в институте культуры (МГИК).
- Преподавал на курсах повышения квалификации гитаристов-педагогов при Доме народного творчества.
- В последнее время работал в одной из музыкальных школ г. Москвы в качестве преподавателя класса гитары.
- Подготовил совместно с издательствами около 40 книг по игре на гитаре.